# Wintelre

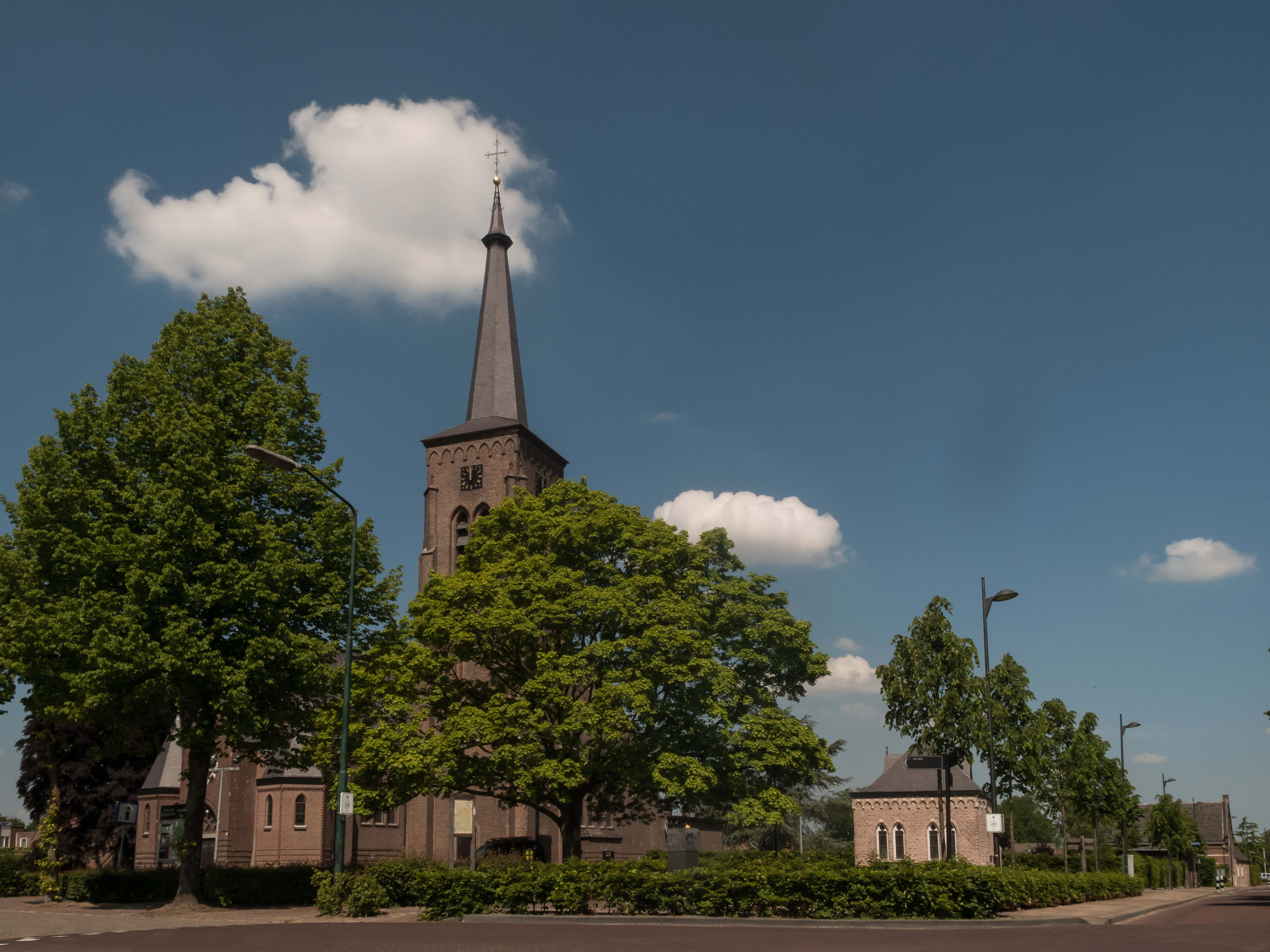
Wintelre, église Saint-Willibrord.

Wintelre (également Wintersel ou Wèntersel) est un village d'environ 1 750 habitants dans la commune néerlandaise d'Eersel, dans la province du Brabant-Septentrional. Wintelre se trouve à une dizaine de kilomètres à l'ouest d'Eindhoven.
Avant 1815, Wintelre était une commune indépendante. De 1815 à 1997, Wintelre faisait partie de la commune de Vessem, Wintelre en Knegsel.